# Маклени (Флорида)
Маклени (енгл. Macclenny) град је у америчкој савезној држави Флорида. По попису становништва из 2010. у њему је живело 6.374 становника.

## Демографија
Према попису становништва из 2010. у граду је живело 6.374 становника, што је 1.915 (42,9%) становника више него 2000. године.
| Група             | 2000.         | 2010.         |
| Белци             | 3.305 (74,1%) | 4.877 (76,5%) |
| Афроамериканци    | 975 (21,9%)   | 1.144 (17,9%) |
| Азијати           | 30 (0,7%)     | 43 (0,7%)     |
| Хиспаноамериканци | 110 (2,5%)    | 159 (2,5%)    |
| Укупно            | 4.459         | 6.374         |